# Chapelle du Crucifix d'Angers
Pour les articles homonymes, voir Chapelle du Crucifix.
La Chapelle du Crucifix est une chapelle de la ville d'Angers.

## Fondation
La chapelle est attestée au début du XIe siècle. Cependant, les plus anciennes parties architecturales encore visibles dans la structure de l'édifice ne remontent pas au-delà du XIIe siècle.

## Disparition
La chapelle du Crucifix existe toujours.

## Desserte
Elle est la chapelle paroissiale de Saint Maurice, elle est donc desservie par un curé.

## Évolution du vocable
Deux vocables ont désigné ce même édifice : Crucifix et Notre-Dame-de-Pitié.

## Évolution du statut durant la période d'activité
La chapelle a toujours conservé son statut de chapelle curiale.